# Sztilpón
Sztilpón (ógörögül: Στίλπων, latinul: Stilpo), (i. e. 360 körül – i. e. 280 körül) ókori görög filozófus.
Megarából származik, és a megarai filozófiai iskola követője volt. Thraszümakhosz tanítványa volt, de – szemben egyes vélekedésekkel – Megarai Eukleidésznek bizonyosan nem. Előkelő, nyugodt, bölcs természetű személyként tartották számon, aki ifjúkora kicsapongásait bölcs és termékeny férfikorral tette jóvá. Diogenész Laertiosz 9 dialógusát említi (2, 120), a Szuda-lexikon 20-ról szól. Sztilpón emelte a megarai iskolát a virágzás legmagasabb fokára; ugyanakkor a népszerűvé vált cinikus iskola tanításaiból olyan sok dolgot vett át, hogy jóformán őt is cinikusnak lehetett tekinteni. Egyben a sztoa előhírnökeként is tekinthető, mert az ő tanítványa, Kitioni Zénón egyesítette a sztoicizmusban a cinikusok és a megaraiak tanításait.